# پیل (آرکانزاس)
پیل (به انگلیسی: Peel) یک منطقهٔ مسکونی در ایالات متحده آمریکا است که در شهرستان ماریون، آرکانزاس واقع شده‌است. پیل ۲۸۵٫۹۱ متر بالاتر از سطح دریا واقع شده‌است.